# Richmond Bridge (London)
Richmond Bridge är en stenbro över Themsen i Richmond. Bron byggdes 1774–1777 som och ersatte den färja som tidigare hade bundit ihop Richmonds centrum med bosättningarna i Twickenham. På 1930-talet breddades den och plattades även ut något, men designen ändrades inte i grunden. 

## Bakgrund
Under 1700-talet blev Richmond och den närbelagda småstaden Twickenham på andra sidan Themsen alltmer populära, trots ett visst avstånd till Londons centrala delar, och befolkningen ökade stadigt.

## Design
Bron designades som en stenvalvsbro på 300 fot (91 m) i längd och 24 fot och 9 tum (7,54 m) i bredd, stödd av fem elliptiska bågar av varierande höjd. Den centrala spännvidden,18 meter hög, utformades för att tillåta sjöfart att passera, vilket ger Richmond Bridge ett distinkt puckelryggigt utseende. 